# بانیوماریا
بانیوماریا (ایتالیایی: Bagnomaria) یک فیلم کمدی ایتالیایی به کارگردانی جورجو پاناریلو است که در سال ۱۹۹۹ منتشر شد.

## گزیدهٔ بازیگران
- جورجو پاناریلو
- مانوئلا آرکوری
- اوگو پالیائی
- لیلو پترولو
- کلاودیو گِـرگوری
- ایزابلا اورسینی
- ماریو چیپولینی
- جینا رووِره
- ساندرو دُری
- والریا فابریتسی
- رنتسو رینالدی